# ICarly va au Japon
Pour plus de détails, voir Fiche technique et Distribution.
iCarly va au Japon ou Carly voyage au Japon est un special events ou épisode spécial de la série iCarly créée par Dan Schneider… C'est un des deux special events d'iCarly.

## Synopsis
- Titre original : iGo to Japan
- Titre français : iCarly va au Japon
- Autre titre français: "Carly voyage au Japon"
- Dans la série : Episode 30-31-32 : Saison 2 épisode 5-6-7
- Réalisation : Dan Schneider
- Société de distribution : Nickelodeon Movies
- Pays d'origine : États-Unis
- Langue d'origine : Anglais
- Durée : 70 minutes environ
- Date de diffusion : 
  -  États-Unis,  Canada : 8 novembre 2008
  -  France : 5 janvier 2011

## Distribution
- Miranda Cosgrove (VF : Florine Orphelin) : Carlotta « Carly » Shay
- Jennette McCurdy (VF : Marie Giraudon) : Samantha « Sam » Puckett
- Nathan Kress (VF : Jackie Berger) : Fredward « Freddie » Benson
- Jerry Trainor (VF : Philippe Roullier) : Spencer Shay
- Mary Scheer (en) (VF : Olivia Dutron) : Marissa Benson